# Pulo Brayan Kota
Pulo Brayan Kota is een bestuurslaag in het regentschap Medan van de provincie Noord-Sumatra, Indonesië. Pulo Brayan Kota telt 11.667 inwoners (volkstelling 2010).